# 泉流星
泉 流星（いずみ りゅうせい、1960年代後半生まれ）は、日本の女性ノンフィクション作家。
兵庫県神戸市出身。大学で言語学を学ぶ。
自身がアスペルガー症候群である。著書『僕の妻はエイリアン』では、夫の目から見たアスペルガー症候群の妻という設定を用い、自身を「エイリアン」と表現し、自身のアスペルガー症候群の特性を客観的に描写した。

## 著書
- 『地球生まれの異星人 自閉者として、日本に生きる』花風社、2003年
- 『僕の妻はエイリアン 「高機能自閉症」との不思議な結婚生活』新潮社、2005年、のち文庫
- 『エイリアンの地球ライフ おとなの高機能自閉症/アスペルガー症候群』新潮社、2008年

## テレビ出演
- NONFIX（2004年2月1日、フジテレビ）
- ハートをつなごう（2006年5月29日～6月1日、NHK教育テレビ）
- ザ!世界仰天ニュース（2009年7月22日、日本テレビ）